# Anapisa quadrimaculata
Anapisa quadrimaculata là một loài bướm đêm thuộc phân họ Arctiinae, họ Erebidae.